# Sukorejo (Karangbinangun)
Sukorejo is een bestuurslaag in het regentschap Lamongan van de provincie Oost-Java, Indonesië. Sukorejo telt 2568 inwoners (volkstelling 2010).